# Quadrille sur des airs français
Die Quadrille sur des airs français ist eine Quadrille von Johann Strauss Sohn (op. 290). Sie wurde am 19. September 1864 in Pawlowsk in Russland erstmals aufgeführt.